# Otlayo
Otlayo är en ort i Mexiko.   Den ligger i kommunen Matlapa och delstaten San Luis Potosí, i den sydöstra delen av landet, 210 km norr om huvudstaden Mexico City. Otlayo ligger 118 meter över havet och antalet invånare är 303.
Terrängen runt Otlayo är varierad. Runt Otlayo är det ganska tätbefolkat, med 67 invånare per kvadratkilometer. Närmaste större samhälle är Tamazunchale, 8,2 km söder om Otlayo. I omgivningarna runt Otlayo växer huvudsakligen savannskog.